# Assas
Assas – miejscowość i gmina we Francji, w regionie Oksytania, w departamencie Hérault.
Według danych na rok 1990 gminę zamieszkiwały 992 osoby, a gęstość zaludnienia wynosiła 52 osoby/km² (wśród 1545 gmin Langwedocji-Roussillon Assas plasuje się na 344. miejscu pod względem liczby ludności, natomiast pod względem powierzchni na miejscu 407.).